# سن پیترو موستسو
سن پیترو موستسو (به ایتالیایی: San Pietro Mosezzo) یک کومونه در ایتالیا است که در استان نووارا واقع شده‌است.

## خصوصیات
سن پیترو موستسو ۳۴٫۸۳ کیلومترمربع مساحت و ۱٬۹۹۲ نفر جمعیت دارد و ۱۵۵ متر بالاتر از سطح دریا واقع شده‌است.